# Цегельський Лев Теодорович
Лев Цегельський (5 липня 1887, містечко (нині село) Струсів — 18 вересня 1973, м. Вроцлав) — український педагог. Син Теодора, брат Миколи-Сави-Йосафата та Романа, стрийко Маркіяна (Атиногена) Цегельських. Доктор філософії (1912).

## Життєпис
Лев Цегельський народився 5 липня 1887 року в містечку Струсів (нині село) Королівства Галичина та Володимирії Австро-Угорської імперії (нині Тернопільського району Тернопільської області, Україна) в сім'ї священика Теодора Цегельського та Марії Магдалини з Мандичевських.
Після закінчення в 1907 році Тернопільської української гімназії студіював українську філологію у Львівському університеті (до 1912); закінчив філософський факультет Віденського університету (1912, Австрія).
Викладач грецької, латинської мов, української літератури і мови у Тернопільській українській гімназії (1912—1930; з перервами на воєнні роки).
Після закриття гімназії 1930 — шофер, автомеханік та годинникар у м. Тернополі. Організував при Подільському союзі кооператив автомобільно-шоферну школу. При власній годинникарно-ювелірній майстерні — школу годинникарів.
1944 року виїхав до Чехії, звідти 1945 — до Польщі, де працював годинникарем.
Помер 18 вересня 1973 року в м. Вроцлаві.

## Праці
Автор педагогічних та літературознавчих праць.